# Habenaria rosulifolia
Habenaria rosulifolia är en orkidéart som beskrevs av Mario Adolfo Espejo Serna och López-ferr. Habenaria rosulifolia ingår i släktet Habenaria och familjen orkidéer. Inga underarter finns listade i Catalogue of Life.